# Helgasjön
Helgasjön ist ein See in Småland im Süden Schwedens. Er liegt nördlich von Växjö. Der See liegt 162 Meter über dem Meer und hat eine Fläche von 48,54 km². Helgasjön hat vier größere Buchten und eine große Anzahl Inseln, deren größte Helgö ist. Im Südwesten entwässert der Fluss Mörrumsån (auf der Strecke bis zum See Åsnen Helge å genannt) den See.
Am See befinden sich die Schlossruine Kronoberg, mehrere Naturreservate und die Stadtteile Öjaby und Sandsbro von Växjö.